# Viriatos
Les Viriatos étaient des volontaires portugais durant la guerre civile espagnole combattant aux côtés des franquistes au sein de la Légion étrangère espagnole. Leur nombre total ne semble pas avoir dépassé les 4 000 hommes.
Ils furent nommés ainsi en souvenir du leader lusitanien Viriatus.
Ces combattants portugais se distinguèrent et notamment dans les airs avec leurs groupes aériens os Viriatos do Ar, avec des pilotes tels que José Adriano Pequito Rebelo, Sepúlveda Veloso et Simão Aranha.
Une fois la guerre civile espagnole terminée, ils participèrent au grand défilé de la victoire organisé à Madrid. Peu restèrent dans les rangs de la Légion étrangère espagnole, la majorité retournant au Portugal.
Deux ans plus tard, lors de la formation en Espagne de la division Azul, plusieurs d'entre eux rejoignirent ses rangs ; 159 volontaires portugais ont ainsi été identifiés au sein de la division espagnole.

## Sources
- (pt) Ricardo Daniel Carvalho da Silva, Portugais dans la Wehrmacht. Les volontaires de la Division Bleue (1941-1944) - Mémoire de maîtrise en histoire contemporaine, présenté à la Faculté des sciences sociales et humaines de la Nouvelle Université de Lisbonne